# Hans Vollrath Kirsch
Hans Vollrath Kirsch (* 15. August 1886 in Rostock; † 4. April 1953 in Graal-Müritz) war ein deutscher Dichter und Landschaftsmaler.

## Leben
Kirsch lebte seit 1904 in Graal an der Ostsee und trug dort bei Hochzeiten und Familienfeiern plattdeutsche Reime vor, die er selbst geschrieben hatte. Seine Gedichte wurden in einigen norddeutschen Zeitungen abgedruckt. Kirsch betätigte sich auch als Reiseleiter, vorrangig für die nordischen Länder,  und als See- und Landschaftsmaler. Er stellte einige Jahre nach dem Ende des Ersten Weltkrieges seine Werke in einem Pavillon neben dem Hotel Waldfrieden in Graal aus. 
1920 veröffentlichte er sein Werk Revolutschon in Graal: spaßigen Kram ut 'ne narsche Tid, welches er mit zwölf Zeichnungen ergänzte. Hierbei kam ihm zugute, dass er in unmittelbarer Nachbarschaft zum Landschaftsmaler Karl Rettich wohnte, der ihn bei seinen Zeichnungen unterstützte. Ein Heimatbuch aus Graal-Müritz gilt als verschollen.
Seine Zeichnungen und Gemälde gelten ebenfalls als verschollen, da die Gemeindeleitung nach seinem Tod die Anweisung gab, die gesamte Wohnungseinrichtung und den Nachlass Kirschs zu entsorgen. Kirsch galt als Antifaschist, wurde zur Zeit des Nationalsozialismus mehrfach verhaftet und kam in das KZ Sachsenhausen, weil er einer Reisegruppe in Graal-Müritz in den 1930er Jahren beim Besuch der Rostocker Heide empfahl, nicht mehr zwischen Reh und Hirsch zu unterscheiden, sondern es als „Rotwild“ zu bezeichnen.
Hans Vollrath Kirsch lebte allein und hatte keine Kinder. Er wohnte in einem kleinen Haus in der Kurstraße, das 1926 in den heutigen Ostseering versetzt und 1990 abgerissen wurde. 1953 verunglückte er tödlich. Sein Leben wird inzwischen im Heimatmuseum in Graal-Müritz mit einer kleinen Ausstellung gewürdigt. Ebenso wurde in der Gemeinde ein Weg nach ihm benannt, der Vollrath-Kirsch-Weg.

## Werke (Auswahl)
- Führer durch Müritz-Graal und Umgebung. Heinrichs, Graal-Müritz 1914.
- Revolutschon in Graal: spaßigen Kram ut 'ne narsche Tid. Graal-Müritz 1920.
- Heimatbuch (verschollen). Graal-Müritz.
- mit Emil Goerke: Durch die Großherzogliche Forst und die Rostocker Heide. Goerke, Graal-Müritz 1910.
- mit Emil Goerke: Durch die Rostocker Heide von Graal über Moorhof und Markgrafenheide, zurück über Hinrichshagen und Torfbrücke. Graph. Kunstanstalt Trau & Schwab, 1910.